# Planwirtschaft
Planwirtschaft ist ein wirtschaftliches Organisationsprinzip, bei dem Produktion, Verteilung und Konsum von Gütern nicht (ausschließlich) über Marktmechanismen, sondern auf Grundlage von Plänen koordiniert werden. Dabei können solche Pläne entweder zentral oder dezentral, staatlich oder nicht-staatlich, autoritär oder demokratisch gestaltet sein. Der Begriff ist ein Oberbegriff, der verschiedene historische und theoretische Ausprägungen umfasst. Im deutschsprachigen Raum wird dieser Begriff häufig fälschlicherweise mit dem Begriff der Zentralverwaltungswirtschaft gleichgesetzt. Allerdings handelt es sich bei Zentralverwaltungswirtschaft nur um eine sehr spezifische Unterform der Planwirtschaft.

## Begriffsabgrenzung

### Planwirtschaft im weiten Sinne
Im weiteren Sinn bezeichnet Planwirtschaft jede Form der ökonomischen Koordination durch bewusste Planung, unabhängig von der Organisationsform. Darunter fallen:
- Zentralverwaltungswirtschaft
- Demokratische oder dezentrale Planwirtschaft als theoretische Konzepte für postkapitalistische Wirtschaftsformen.
- Wirtschaftsplanung in demokratischen Staaten, etwa Fünfjahrespläne in Frankreich in der Nachkriegszeit („indicative planning“) oder strukturpolitische Programme der EU.
- Planung in kapitalistischen Unternehmen: Innerhalb von Großunternehmen erfolgt die Allokation von Ressourcen in der Regel nicht über den Markt, sondern über unternehmensinterne Pläne, etwa in Form von Budgets, Produktionsvorgaben oder Strategiezielen. Insofern existiert auch im Kapitalismus eine „Insel“ der Planwirtschaft.

### Ideologiegeschichtlich geprägte Verengung des Begriffs in Westdeutschland
Im engeren Sinn wird der Begriff Planwirtschaft häufig mit der Zentralverwaltungswirtschaft gleichgesetzt, also einer staatlich-bürokratisch gesteuerten Wirtschaftsform, wie sie etwa in der Sowjetunion oder der DDR existierte.
Die missverständliche Gleichsetzung des Begriffs Planwirtschaft mit der Zentralverwaltungswirtschaft ist eine spezifisch deutschsprachige Besonderheit, die weder in der internationalen wissenschaftlichen Diskussion noch in der allgemeinen Begriffsverwendung außerhalb des deutschen Sprachraums üblich ist. Während etwa im englischsprachigen Raum zwischen planned economy, centrally planned economy, indicative planning und decentralized planning klar unterschieden wird, dominiert im deutschen Sprachgebrauch häufig ein enger, abwertender Begriff von Planwirtschaft, der sich auf die staatssozialistischen Systeme des 20. Jahrhunderts bezieht.
Diese Gleichsetzung ist Ergebnis der politischen und ökonomischen Systemkonkurrenz zwischen westlichen Marktwirtschaften und sozialistischen Staatswirtschaften. Vor diesem Hintergrund wurde der Begriff „Planwirtschaft“ in Westdeutschland vielfach pauschal mit der autoritär-bürokratischen Steuerung in der DDR oder der Sowjetunion identifiziert. Diese Gleichsetzung diente der ideologischen Abgrenzung im Kalten Krieg und hatte eine stark polemisierende Funktion: Planwirtschaft galt dabei nicht als Oberbegriff, sondern als Synonym für die Mängel der „realsozialistischen“ Wirtschaftsordnung. Differenzierte theoretische Konzepte demokratischer Planung oder dezentraler Koordination wurden dadurch weitgehend ausgeblendet oder diskreditiert.
Der in Deutschland prägende wirtschaftspolitische Denkrahmen des Ordoliberalismus, insbesondere in der Ausprägung der Sozialen Marktwirtschaft, war zentral für diese Gleichsetzung. Vertreter wie Walter Eucken, Alfred Müller-Armack oder Ludwig Erhard entwickelten das Konzept der sozialen Marktwirtschaft in expliziter Abgrenzung zur Planwirtschaft, die sie systematisch mit staatlicher Übersteuerung gleichsetzten. In dieser Perspektive erschien jegliche überbetriebliche Planung bereits als „Verzerrung“ marktwirtschaftlicher Prozesse. Dabei wurde übersehen, dass selbst in marktwirtschaftlich verfassten Demokratien – etwa in Frankreich, Schweden oder Japan – Formen wirtschaftlicher Planung existierten, die weder zentralistisch noch autoritär organisiert waren.
Niklas Luhmann kritisierte die Entgegensetzung der Begriffe von Marktwirtschaft und Planwirtschaft als „nicht lohnend, ja irreführend“. Die Bedeutung dieser Begriffe sei reduziert, da man richtigerweise fragen müsste „wer und wie zentral und wie folgenreich er in einer Marktwirtschaft plant“.

## Formen der Planwirtschaft

### Zentralverwaltungswirtschaft
Siehe Zentralverwaltungswirtschaft

### Dezentrale Planwirtschaft
Neben den zentralen Varianten gibt es theoretisch entwickelte Modelle einer dezentral-demokratischen Planwirtschaft, bei denen entweder auf staatliche Planungshierarchien ganz verzichtet wird oder in denen gesellschaftlich-planvolles Handeln im Wesentlichen das Ergebnis dezentraler Planung ist.
Jiří Kosta machte in den 1970er Jahren auf den Unterschied zwischen zentraler und dezentraler Planung aufmerksam und betonte, Planung könne sich „nicht allein auf die zentrale vollzugsverbindliche Kennzifferplanungsform sowjetischer Prägung beschränken. Schließlich heißt in unserem Verständnis Planung demokratische Partizipation der Öffentlichkeit an allen Planentscheidungen.“ Zwischen zentraler und dezentraler Planung bestünden erhebliche Unterschiede, etwa in den Befugnissen einzelner Betriebe und in den betrieblichen horizontalen Beziehungen. Kosta führt als Beispiel für dezentrale Tendenzen das jugoslawische Modell der Arbeiterselbstverwaltung an.
Ernest Mandel verstand sozialistische Planwirtschaft als „demokratisch artikulierte und zentralisierte Selbstbestimmung, die geplante Selbstregierung der assoziierten Produzenten“ und setzte sie sowohl Marktwirtschaft als auch staatlichem Dirigismus entgegen.
Auch Charles Bettelheim betont die Möglichkeit dezentraler Planung und die Notwendigkeit, dass Planung von unten nach oben geschehen müsse: „Tatsächlich kann, je nach dem vorliegenden Fall, die Koordination der Produktionsprozesse entweder die Form eines zentralisierten Plans annehmen oder die einer Überlagerung von untereinander koordinierten Plänen.“ Es sei, „notwendig, daß der Plan auf der Basis der Initiative der Massen aufgestellt und durchgeführt wird, daß er die Erfahrungen und Vorhaben der Massen konzentriert und koordiniert.“
DDR-Ökonom Friedrich Behrens vertrat in seinen späteren Jahren eine nicht-staatliche, gemeinschaftliche Planung der assoziierten Produzenten in einer pluralistischen Selbstverwaltungsgesellschaft. Er setzte seine Hoffnung auf einen „Übergang von einer mehr oder minder direkt zentralistischen Planung der Produktion durch den Staat, d.h. faktisch durch eine Partei- und Staatsbürokratie, zu einer immer mehr indirekt zentralen Planung der Produktion durch demokratisch gewählte, jederzeit abrufbare und von der Öffentlichkeit kontrollierte Organe, als vorherbestimmte Kontrolle der Produktion durch die Gesellschaft, d. h. durch freie und frei assoziierte Produzenten“.
Der Wirtschaftswissenschaftler Daniel E. Saros veröffentlichte 2014 eine Theorie sozialistischer Planung, die sich auf die Möglichkeiten moderner Informationstechnologien stützt. In seiner Theorie ist Planung ein „gemeinsam durchdachter Plan, bei dem das Denken und Planen niemals aufhört. Es handelt sich nicht um einen Zentralplan, sondern um eine dezentralisierte Form der Planung, die auf Märkte verzichtet und Produktion sowie Verteilung an den menschlichen Bedürfnissen ausrichtet“ („collectively thought-out plan where the thinking and planning never cease. It is not a central plan but a decentralized form of planning that does away with markets and organizes production and distribution to satisfy human needs.“)
Michael Albert und Robin Hahnel haben mit Parecon einen Vorschlag für eine dezentral geplante Wirtschaft gemacht, in der die Bürger in Arbeiter-, Nachbarschafts- und Verbraucherräten die wirtschaftliche Planung bestimmen.

### Arbeitszeitrechnung
Das Modell der Arbeitszeitrechnung verlegt die ökonomische Planung größtenteils in selbstverwaltete Betriebe. Diese Betriebe koordinieren selbstständig ihren Austausch untereinander und mit Konsumenten auf Basis der Arbeitszeit. Ob Betriebe tatsächlich im Rahmen der ex-ante erstellten Pläne wirtschaften, lässt sich durch öffentlich einsehbare buchhalterische Arbeitszeitkonten kontrollieren. Staatliche Zentralplanung soll in diesem Modell unnötig werden. Ihre Wurzeln hat das Modell unter anderem in der Marxschen Arbeitswerttheorie und wurde in den 1920er Jahren durch die rätekommunistische Gruppe GIK, vor allem von Jan Appel, ausgearbeitet. Seit etwa 2020 erlebt diese Theorie eine Renaissance durch mehrere Publikationen, wird durch politische Gruppen verbreitet und von einem Verein als Webanwendung programmiert.
Ein Variante der Arbeitszeitrechnung mit Berechnung der Arbeitszeitkosten von Produkten durch leistungsstarke Rechner wurde von Paul Cockshott und Allin Cottrell vorgeschlagen.

### Planwirtschaft in marktwirtschaftlich organisierten Nationalstaaten
Auch marktwirtschaftlich organisierten Nationalstaaten greifen regelmäßig auf Formen staatlicher Wirtschaftsplanung zurück. Ein bekanntes Beispiel ist die französische indikative Planung nach dem Zweiten Weltkrieg (Planification), die unter Jean Monnet ab 1946 eingeführt wurde. Sie zielte auf eine koordinierte wirtschaftliche Entwicklung durch nicht bindende, aber orientierende Fünfjahrespläne und enge Kooperation zwischen Staat, Unternehmen und Gewerkschaften. Auch in Großbritannien und den USA gab es in bestimmten historischen Phasen – etwa im Zweiten Weltkrieg oder während des New Deal – zentral koordinierte Wirtschaftsplanung, etwa durch Preisregulierung, Produktionskontrolle oder staatliche Investitionsprogramme. Solche Maßnahmen bleiben in der Regel sektoral begrenzt und sind politisch reversibel, unterscheiden sich aber strukturell klar von marktwirtschaftlicher Koordination allein durch Angebot und Nachfrage.

## Wirtschaftsplanung auf EU-Ebene
Auf europäischer Ebene erfolgen zentrale wirtschaftspolitische Weichenstellungen vor allem im Rahmen mittelfristiger Mehrjähriger Finanzrahmen (MFR), in denen die Europäische Union (EU) die Ausgabenpolitik über mehrere Jahre hinweg plant. Programme wie der Europäische Green Deal, die Strategie Europa 2020 oder das Programm NextGenerationEU enthalten ebenfalls planwirtschaftliche Elemente, etwa in Form sektoraler Zielvorgaben, Förderprioritäten oder Investitionslenkung. Auch die Gemeinsame Agrarpolitik (GAP) weist seit Jahrzehnten Elemente planmäßiger Mengen- und Preissteuerung auf. Diese koordinierte Planung bleibt jedoch auf definierte Politikfelder beschränkt und unterliegt der Zustimmung der Mitgliedstaaten.

## Wirtschaftsplanung in Unternehmen
Auch in marktwirtschaftlich verfassten Volkswirtschaften findet innerhalb von Unternehmen eine weitreichende Form der Wirtschaftsplanung statt. Betriebe erstellen Produktionspläne, koordinieren Lieferketten, legen Investitionen, Ausrichtung von Forschung und Entwicklung und Personalbedarf fest und antizipieren Absatzentwicklungen – in der Regel über mehrere Jahre hinweg. Diese betriebsinterne Planwirtschaft erfolgt hierarchisch und zentralisiert, unabhängig von der äußeren Marktwirtschaft. Theoretiker wie Friedrich August von Hayek oder John Kenneth Galbraith wiesen darauf hin, dass große Konzerne in ihrer Binnenstruktur durchaus Ähnlichkeiten mit Planwirtschaften aufweisen, was insbesondere bei integrierten Großunternehmen mit vertikaler Integration sichtbar wird.
Mitunter wird auf die Unternehmensplanung als früherer Begriff für strategisches Management verwiesen.

## Planwirtschaft als politischer Kampfbegriff
In der politischen Debatte wird in der Bundesrepublik der Begriff „Planwirtschaft“ häufig als Kampfbegriff genutzt.

### Journals und -beiträge
- Martin Beckmann et al.: Editorial: Demokratische Planwirtschaft in Zeiten von Digitalisierung und Klimakrise. In: PROKLA. Zeitschrift für kritische Sozialwissenschaft. Band 54, Nr. 215, 31. Mai 2024, ISSN 2700-0311, S. 168–173, doi:10.32387/prokla.v54i215.2092.
- Christoph Sorg: Demokratisch planen, aber wie? In: Luxemburg. Mai 2024, S. 22–29 (zeitschrift-luxemburg.de).